# Высшие сановники королевского двора Франции
Высшие сановники королевского двора Франции — высшие придворные королевского двора, руководящие основными службами Дома короля Франции.
Все сановники королевского двора находятся под юрисдикцией Верховного распорядителя Двора, который является главой королевского двора. Эти сановники часто играют большую церемониальную роль.
- Верховный распорядитель Двора: он является одним из высших коронных чинов Франции.

- Первый дворецкий короля, который руководит семью сановниками стола короля. Службы кушаний царя.

- Великий хлебодар Франции, который обеспечивает поставку хлеба для стола короля;
- Великий кравчий Франции, который обеспечивает поставки вина;
- Великий стольник Франции, который разрезал мясо для короля.

- Великий камергер Франции, глава Палаты короля, он является одним из высших коронных чинов Франции.

- четыре первых камергера, обеспечивают четверть руководства Палаты короля.
- четыре первых камердинера короля, обеспечивают четверть организации Палаты короля.

- Распорядитель гардероба, управляющий гардеробом короля. С 1672 года до революции, эту должность занимали:

- 1672-1679 Франсуа VII де Ларошфуко (1634-1714), герцог де Ларошфуко;
- 1679-1718 Франсуа VIII де Ларошфуко (1663-1728), герцог де Ларошфуко;
- 1718-1758 Александр де Ларошфуко (1690-1762), герцог де Ларошфуко;
- 1758-1783 Франсуа-Арман де Ларошфуко (1695-1783), герцог д’Эстиссак;
- 1783-1791 Франсуа-Александр де Ларошфуко (1747-1827), герцог де Лианкур;

- Великий конюший Франции — управляющий конюшенным ведомством, он является одним из высших коронных чинов Франции.

- Первый конюший Франции, второй сановник после Великого шталмейстера Франции.

- Великий ловчий Франции, заведовавший королевской охотой, особенно оленей;
- Великий сокольничий Франции, заведовавший королевской охотой с использованием хищных птиц;
- Главный волчатник Франции, заведовавший королевской охотой на волка и дикого кабана;
- Обер-церемониймейстер Франции, управляющий планированием придворных церемоний;
- Великий квартирмейстер Франции, управляющий жилищным фондом короля, двора и войск Дома короля;
- Великий прево Франции обеспечивает охрану королевского двора и обладает юрисдикцией делать это в войсках военного Дома короля;
- Великий раздатчик милостыни Франции, стоящий во главе домовой церкви или капеллы.

- Первый раздатчик милостыни Франции, помогал Великому раздатчику милостыни Франции.